# Purine
Purine, Latijn: purum (acidum) uricum, zuiver urinezuur, is een heterocyclische verbinding met als basis een pyrimidine-ring gekoppeld aan een imidazoolring. De chemische formule is C5H4N4. De stof is de basis voor de groep derivaten die purines worden genoemd. Dit zijn organische basen die uit gesubstitueerd purine bestaan. Hierbij zijn één of meer waterstofatomen uit het purine vervangen door bijvoorbeeld een atoom zuurstof of een NH2-groep.
Met de pyrimidines zijn de purines belangrijke elementen waaruit nucleïnezuren zijn opgebouwd. Dierlijk voedsel bevat veel purines, maar zij kunnen ook door het menselijk lichaam zelf worden aangemaakt. Purines worden bij de mens tot urinezuur afgebroken. Een derde van het urinezuur wordt door de darmbacteriën afgebroken, twee derde wordt via de nieren uitgescheiden. Daarvan komt ook de naam, bedacht in 1884 door Emil Fischer, die in 1898 erin slaagde voor het eerst purine synthetisch te maken.

## Structuur
Purine is het heterocyclische molecuul met daarin stikstof dat het meest in de natuur voorkomt. Het purinemolecuul kan worden opgevat als dat het uit de beide heterocyclische moleculen pyrimidine en imidazool is samengesteld.
De systematische naam is: 9H-imidazool[4,5-d]pyrimidine. Het staat in tautomeer evenwicht met het isomeer ervan 7H-purine.

## Purines
Hoewel purine zelf in de natuur niet vrij voorkomt, komen de afgeleide moleculen, de purines, overvloedig voor. De helft van de nucleïnezuren, dus van DNA en RNA, bestaat uit de purines adenine (A) of guanine (G):
|         |         |
| adenine | guanine |

Adenine en guanine maken in DNA waterstofbruggen met hun complementen thymine (T) en cytosine (C). Deze twee complementen zijn pyrimidine-basen. In RNA is in plaats van thymine uracil (U) het complement van adenine.
Andere bekende purines zijn cafeïne, hypoxanthine, xanthine en theobromine.

## Voeding
Voedingsmiddelen die rijk zijn aan purine, zijn onder andere vlees en in het bijzonder rood vlees, orgaanvlees, gevogelte, vis, zeevruchten, linzen, bonen, erwten en bier. Het afvalproduct van purines is urinezuur, dat bij een verhoogde concentratie kan leiden tot jicht of urinestenen.

## Functie
Behalve van DNA en RNA zijn purines componenten van een aantal andere belangrijke biomoleculen, zoals in adenosinetrifosfaat ATP, guanosinetrifosfaat GTP, cyclisch adenosinemonofosfaat cAMP, nicotinamide-adenine-dinucleotide NADH en acetyl-CoA.